# Tiki Turtles Insel
Tiki Turtles Insel ist eine kanadisch-deutsche Zeichentrickserie, die 1999 und 2000 produziert wurde.

## Inhalt
Die Handlung spielt auf Turtle Island, das vom Schildkrötenkönig Tikki regiert wird, der von seinen treuen Untertanen – Erfinder-Schnabeltier Sydney, Oktopus Ingrid und Bücherwurm Wormy – unterstützt wird. Sie schützen die Insel vor einer Piratenbande, die auf der Suche nach ihrem Schatz ist.

## Synchronisation
| Rolle      | Französische Sprecher       |
| ---------- | --------------------------- |
| Ingrid     | Chantal Baril               |
| König Tiki | Hugolin Chevrette-Landesque |
| Wormy      | Lisette Dufour              |
| Sydney     | Martin Watie                |
| Splash     | Louis Champagne             |

## Produktion und Veröffentlichung
Die Serie ist eine Originalkreation von Henri Desclez. 1999 wurde sie von seiner in Montreal ansässigen Gesellschaft Mimosa Productions und der Firma Productions La Fête in Verbindung mit der deutschen Filmproduktionsgesellschaft Your Family Entertainment (früher Ravensberger) produziert. Es gibt 26 Folgen mit einer Länge von 26 Minuten.
2001 wurde die Serie an den kanadischen Sender Vrak.TV vertrieben. Im gleichen Jahr startete sie auf Hindi beim indischen Sender SAB TV. In Deutschland wurde sie bei Super RTL und Das Vierte ausgestrahlt.

## Episoden
| Folge | Titel                               | Deutschsprachige Erstausstrahlung (Super RTL) |
| ----- | ----------------------------------- | --------------------------------------------- |
| 1     | Das Drachenbaby                     | 31. März 2003                                 |
| 2     | Schildkrötensuppe                   | 1. Apr. 2003                                  |
| 3     | Der Flaschengeist                   | 2. Apr. 2003                                  |
| 4     | Erbschaft mit Hindernissen          | 3. Apr. 2003                                  |
| 5     | Der doppelte Tikki                  | 4. Apr. 2003                                  |
| 6     | Captain Crooks Rache                | 7. Apr. 2003                                  |
| 7     | Ein goldiger Freund                 | 8. Apr. 2003                                  |
| 8     | Die Nacht der Pinguine              | 9. Apr. 2003                                  |
| 9     | Ingrid, das Supermodel              | 10. Apr. 2003                                 |
| 10    | Der Schiffbrüchige                  | 11. Apr. 2003                                 |
| 11    | Die Prinzessin der Insel            | 14. Apr. 2003                                 |
| 12    | Krokinos Ferienparadies             | 15. Apr. 2003                                 |
| 13    | Die Rückkehr des Captain Crook      | 16. Apr. 2003                                 |
| 14    | Der Zaubergeist                     | 17. Apr. 2003                                 |
| 15    | Der Vulkan erwacht                  | 18. Apr. 2003                                 |
| 16    | Ingrid wird krank                   | 22. Apr. 2003                                 |
| 17    | Das spukende Schiffswrack           | 23. Apr. 2003                                 |
| 18    | Nostramewmew, der fiese Prophet     | 24. Apr. 2003                                 |
| 19    | Mama Minus                          | 25. Apr. 2003                                 |
| 20    | Die schelmische Meerjungfrau        | 28. Apr. 2003                                 |
| 21    | Der verschwundene König             | 29. Apr. 2003                                 |
| 22    | Die Sturmflut                       | 30. Apr. 2003                                 |
| 23    | Die rosa Wolke                      | 2. Mai 2003                                   |
| 24    | Der tratschende Biber               | 5. Mai 2003                                   |
| 25    | Die Rache der Piraten               | 6. Mai 2003                                   |
| 26    | Tikki, ich habe Ingrid geschrumpft! | 7. Mai 2003                                   |